# Waldemar Magunia

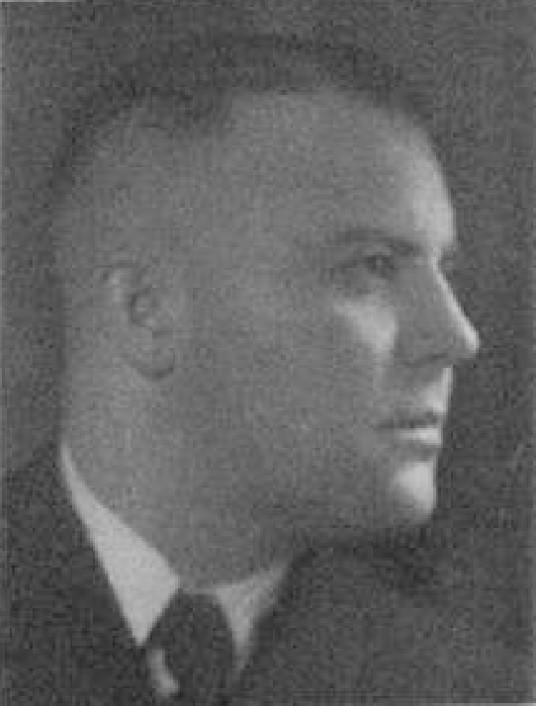
Waldemar Magunia

Waldemar Magunia (* 8. Dezember 1902 in Königsberg (Preußen); † 16. Februar 1974 in Oldenburg in Holstein) war Führer der Sturmabteilung (SA) in Ostpreußen und Generalkommissar in Kiew.

## Leben
Nach dem Besuch der Mittelschule nahm Magunia seit dem 28. März 1918 als Freiwilliger beim Fußartillerie-Regiment „von Linger“ (Ostpreußisches) Nr. 1 am Ersten Weltkrieg teil. Er wurde Mitglied eines Freikorps und schied am 31. Dezember 1922 aus dem Heeresdienst aus. Im Anschluss absolvierte er eine Bäckerlehre und bestand die Gesellen- sowie die Meisterprüfung. Danach arbeitete er als Bäckermeister in Königsberg.
Magunia trat im Juni 1921 in die NSDAP ein und wurde zum Führer der ersten SA in Ostpreußen ernannt. Zum 10. September 1925 schloss er sich der neu gegründeten Partei erneut an (Mitgliedsnummer 18.301). Von 1932 bis zur Auflösung der Körperschaft im Oktober 1933 war er Mitglied des Preußischen Landtages. 1933 war er kurzzeitig Mitglied im Provinziallandtag der Provinz Ostpreußen. Ende 1933 wurde er Mitglied des Reichstages, Präsident der Handwerkskammer Ostpreußen, Landeshandwerksmeister sowie NSDAP-Gauwirtschaftsberater im Gau Ostpreußen. Von 1937 bis 1941 nahm er die Funktion des Gauobmanns der Deutschen Arbeitsfront (DAF) in Ostpreußen wahr.
Während des Krieges übernahm Magunia Führungsaufgaben im Rahmen der deutschen Besatzungspolitik. Von August 1941 bis Januar 1942 war er Beauftragter des Chefs der Zivilverwaltung im Bezirk Bialystok sowie Stellvertreter des ostpreußischen Gauleiters Erich Koch. Von 1942 bis 1944 war er Generalkommissar im Generalbezirk Kiew. 1944 wurde er zum SA-Oberführer ernannt.
Nach 1945 war Magunia Betriebsleiter in Oldenburg in Holstein. Politisch betätigte er sich in der Deutschen Reichspartei (DRP), auf deren Landesliste er 1957 für den Bundestag kandidierte.